# Otto von Emmich
Albert Theodor Otto Emmich (von Emmich depuis 1913), né le 4 août 1848 et mort le 22 décembre 1915 , est un général prussien. Il participe à la guerre franco-allemande de 1870 et à la Première Guerre mondiale. Au cours de ce conflit, il prend part à la première action militaire du conflit en commandant le siège des forts de Liège au début du mois d'août 1914. Il combat ensuite à la bataille de la Marne, puis aux combats d'arrêt sur l'Aisne. Au cours de l'année 1915, Emmich est transféré sur le front de l'Est et combat à la tête du 10e corps d'armée. Au cours de l'automne 1915, il tombe malade et meurt de maladie le 22 décembre 1915.

## Biographie

### Famille
Emmich est né le 4 août 1848 à Minden, son père est un colonel prussien. Il épouse Élise Pauline Sophie von Graberg, une des filles de Karl von Graberg (de). Le 27 juin 1912, Emmich est élevé dans la noblesse prussienne.

### Premières années
Emmich intègre le corps des cadets puis le 3 juillet 1866 devient sous-lieutenant au 55e régiment d'infanterie. Il participe à la guerre franco-allemande de 1870, il devient lieutenant le 14 décembre 1870 au cours du conflit et combat aux batailles de Saint-Privat et de Borny-Colombey. Le 29 avril 1875, il obtient le grade d'adjudant au sein de la 29e brigade d'infanterie à Aix-la-Chapelle. Le 23 septembre 1879, Emmich devient commandant de compagnie
dans le 69e régiment d'infanterie ; il est nommé capitaine le 13 janvier 1880. Il commande ensuite une compagnie dans le 131e régiment d'infanterie du 22 mars 1881 au 16 mai 1888 ; puis au 69e régiment d'infanterie du 16 mai 1888 au 18 novembre 1890, au cours de cette période il est promu major 18 août 1889.
Le 18 novembre 1890, Emmich devient commandant de bataillon au sein du 116e régiment d'infanterie (de) jusqu'au 17 février 1892. Il commande ensuite le 11e bataillon de chasseurs à pied (de) jusqu'au 17 juin 1897 ; lors de cette période il est nommé Oberstleutnant le 13 mai 1895. Le 17 juin 1897, Emmich dirige le 114e régiment d'infanterie et devient Oberst. Le 18 mai 1901, il prend le commandement de la 31e brigade d'infanterie et est nommé le même jour Generalmajor. Le 14 février 1905, il commande la 10e division d'infanterie et est promu Generalleutnant. Le 25 septembre 1909, il est promu General der Infanterie et dirige le 10e corps d'armée.

### Première Guerre mondiale
Au déclenchement de la Première Guerre mondiale, Emmich toujours à la tête du Xe corps d'armée est chargé de la première opération de la guerre. Il doit prendre la ville de Liège pour libérer le passage pour les différentes armées allemandes chargées de l'enveloppement de l'aile gauche alliée. Le 2 août 1914, il invite le peuple belge à céder le passage devant l'avance allemande. La Belgique décline le 3. L'armée allemande entre sur son territoire le 4 août 1914.
La bataille de Liège commence dans la matinée du 5 août par le bombardement allemand des forts belges situés à l'est de la ville. Le 7 août 1914, Ludendorff à la tête de la 14e brigade parvient à s'infiltrer dans la ville de Liège entre les différents forts. L'utilisation de l'artillerie lourde allemande permet la destruction et la reddition successives des forts de Liège. Le 16 août 1914, le dernier fort se rend. Emmich et Ludendorff deviennent les premiers officiers allemands de la guerre à recevoir l'ordre Pour le Mérite.
Emmich participe à la poursuite des armées alliées et atteint le 5 septembre l'ouest des marais de Saint-Gond ; puis à partir du 6 septembre à la bataille de la Marne (bataille des Marais de Saint-Gond). Puis à la suite du repli, à la bataille de l'Aisne. En janvier 1915, Emmich est transféré avec son corps d'armée sur le front de l'Est en Galicie. Avec Mackensen ils participent aux batailles de Gorlice-Tarnów et de Lemberg. Au cours de l'automne Emmich tombe malade, il doit être évacué en Allemagne. Il décède de sa maladie le 22 décembre 1915 à Hanovre. Il est enterré en grande pompe avec les honneurs militaires.

## Honneurs et distinctions
- Grand-croix de l'Ordre de l'Aigle rouge
- Ordre de la Couronne, Prusse
- Croix de fer (1870), 2e classe
- Pour le Mérite, le 7 août 1914 avec Erich Ludendorff pour la prise de Liège

feuilles de chêne, le 14 mai 1915
- citoyen d'honneur de la ville de Hanovre

Plusieurs rues et bâtiments portent le nom de Emmich ou von Emmich.
- Cénotaphe créé par l'architecte Paul Wolf
- Emmich-Denkmal (mémorial Emmich) sur l'île de Borkum
- Emmichplatz (place Emmich) à Hanovre
- Emmich-Cambrai-Kaserne (caserne Emmich-Cambrai) à Hanovre ; la caserne est le lieu de l'ancienne académie des officiers de l'armée et sert actuellement comme lieu de casernement de la police et comme siège de la Bundeswehr. Le nom de la caserne résulte de la fusion de la caserne Emmich et de la caserne Cambrai.
- Emmichstraße (rue Emmich) à Berlin, Gelsenkirchen, Gladbeck, Oberhausen, Pirmasens, Vohwinkel
- Von-Emmich-Straße (rue von Emmich) à Hildesheim, Constance. Dans cette dernière ville, en avril 2012 le changement de nom de la rue est proposé. Les protestations des riverains bloquent actuellement le changement de nom.